# Arte pubblica
La definizione di arte publica (in inglese public art) è incerta e al centro di varie controversie.
Con la denominazione di arte pubblica si indica una specifica modalità di presentazione e fruizione dell'arte che entra nel tessuto sociale e nella struttura urbana della città.
Portare l'arte sul territorio pubblico rappresenta l'occasione di far uscire la creatività dai luoghi ad essa deputati, di porla a stretto contatto con un pubblico ampio e allo stesso tempo di caratterizzare o rivalutare l'ambiente cittadino.
Le opere sono pensate appositamente per il luogo, ossia sono site-specific, e non sono staccate da esso da alcun piedistallo: l'arte pubblica inizia infatti ad essere realizzata a partire dagli anni settanta, nel momento della crisi della concezione urbanistica moderna, e si allontana dall'idea di monumento in quanto ha fini comunicativi e mai celebrativi.
Un esempio è "Ago, filo e nodo" di Claes Oldenburg e Coosje van Bruggen in Piazza Luigi Cadorna a Milano, un enorme ago conficcato nella pavimentazione della piazza. Gli artisti italiani che hanno realizzato opere d'arte pubblica sono Mario Merz, Alberto Burri (con il Cretto di Burri o "Grande Cretto", un’opera maestosa in cemento, realizzata, lì dove un tempo sorgeva la città di Gibellina vecchia in Sicilia, tra il 1984 e il 1989). Mimmo Paladino (famosa la sua "Montagna di Sale" in Piazza Plebiscito a Napoli, nel 1995, nella duplicazione dell'installazione originale, ubicata a Gibellina in Sicilia, nel 1990), Maurizio Cattelan, Mauro Staccioli, Vito Acconci, Franco Summa, Alberto Garutti, Giulio Paolini, Massimo Ghiotti, Antonio Paradiso, Hidetoshi Nagasawa, Ugo Marano, Angelo Riviello (con la "Fontana della Chiena" di Campagna - SA, 1982/1994), Pietro Lista, Riccardo Dalisi, Antonio Trotta (con il suo "Monumento alla Resistenza" realizzato a La Spezia nel 2005).Tra i giovani più attivi in questo ambito sono Mario Airò, Elastic Group of Artistic Research, Loris Cecchini, Stefano Cagol, Bianco Valente, Iginio De Luca,  e altri.
È evidente che per la sua modalità pubblica, l'opera deve possedere le caratteristiche di riconoscibilità e di collocabilità nel tessuto urbano, e quindi fare i conti con il contesto paesaggistico, territoriale e in definitiva urbanistico nel senso più completo del termine. Storicamente l'opera pubblica è stata un facile strumento di produzione del consenso, di celebrazione di eventi o di personaggi appartenenti alle classi alte, per la consacrazione della loro autorità. Questi fattori rendono estremamente complicata la progettazione delle opere pubbliche, in quanto l'artista deve tenere conto della situazione reale in cui va ad intervenire. Sul territorio sono ovviamente presenti tutte le contraddizioni prodotte dalla nostra società, come l'espulsione dei ceti più deboli dai centri urbani, la marginalizzazione delle periferie anche dal punto di vista culturale, le questioni inter-etniche che esplodono con l'aumento dell'immigrazione extracomunitaria, la centralità nei meccanismi economici della rendita fondiaria, ecc. L'artista che si cimenta con la progettazione dell'arte pubblica deve necessariamente compiere scelte difficili, fra le tensioni verso il proprio riconoscimento pubblico e il reale coinvolgimento dei fruitori dell'opera. Scelte difficili come quelle dell'urbanista, che quasi sempre nel tempo vengono violate dal potere istituzionale in nome dello sviluppo. Il dibattito sulle problematiche inerenti l'arte pubblica è ripreso a partire dall'inizio del nuovo millennio, con l'acuirsi delle contraddizioni sociali e l'aumento problematico dell'immigrazione. Numerose riflessioni si stanno consolidando nel dibattito fra i critici, gli artisti e gli esperti d'arte che sulla scorta delle loro esperienze provano a dare delle risposte parziali agli interrogativi più impellenti.